# The Ray-O-Vacs
The Ray-O-Vacs est un groupe vocal de rhythm and blues américain, actif de 1950 à 1956.

## Carrière
The Ray-O-Vacs débutent en 1950 en enregistrant pour Decca une reprise du succès des Ames Brothers, Once Upon A time.
Decca tentera régulièrement de produire des titres par les Ray-O-Vacs destinés à séduire à la fois le marché du Rhythm and Blues et celui de la pop, par exemple Besame Mucho, ou When the Swallows Come Back to Capistrano
En 1951, Lester Harris, le lead singer, quitte le groupe pour entamer une carrière solo et est remplacé par Herbert Milliner. Harris mourra en 1953, à l'âge de trente-trois ans.
Les Ray-O-Vacs ne parviendront jamais à atteindre le grand succès. Leur titre le plus connu reste I've Got Two Arms To Hold You, à la fin de l'année 1950, qui a la particularité d'être le premier single sorti chez Decca dans le nouveau format du 
45 tours.
Remerciés par Decca, les Ray-O-Vacs continuent leur carrière sur le label indépendant Jubilee et sa filiale Josie Records. Comme les Du Droppers, le groupe est représentatif des débuts du doo-wop avec un son encore marqué par l'utilisation des instruments de jazz.

## Discographie

### Singles
- Besame Mucho
- I've Got Two Arms to Hold You
- Wine-O
- Party Time
- Crying All Alone
- What's Mine Is Mine